# Epipristis
Epipristis is een geslacht van vlinders van de familie spanners (Geometridae), uit de onderfamilie Geometrinae.

## Soorten
- E. minimaria Guenée, 1857
- E. nelearia Guenée, 1857
- E. oxyodonta Prout, 1934
- E. rufilunata Warren, 1903
- E. storthophora Prout, 1937
- E. transiens Sterneck, 1927
- E. truncataria Walker, 1861